# Архив за словенску филологију
Архив за словенску филологију (нем. Archiv für slavische Philologie) је био славистички филолошки часопис који је од 1875. до 1929. године излазио у Берлину на немачком језику.

## Историјат
У питању је најстарији славистички филолошки часопис, који је у време када је објављиван сматран најбољим на овом пољу. Покренуо га је 1875. године хрватски слависта Ватрослав Јагић, а издавао Weidmannsche Buchhandlung у Берлину. Захваљујући историчару Теодору Момзену часопис је добио финансијску подршку пруског Министарства просвете. Јагић је са прекидима уређивао часопис од 1876. до 1920, када је изашла 37. свеска. Након Јагићеве смрти 1923. године лингвиста Ерих Бернекер је постао нови уредник. Часопис наредних година повремено излази, да би након 42. свеске дефинитивно био угашен (1929).
У часопису су објављивани радови о фонолошкој, граматичкој и синтактичкој структури свих словенских језика, описи старословенских књижевних споменика, усмена књижевна традиција, култура, митологија, библиографије и други текстови. Као језик часописа одабран је немачки, што је изазвало негативну реакцију у словенским земљама, али управо је због ове одлуке часопис постао посредник између словенске и западноевропске науке, а славистика је достигла ниво германистике и романистике.
Сви истакнути словенски филолози и многи несловенски филолози сарађивали су у Архиву. Сам Јагић објавио је бројне опсежне студије и прилоге у рубрикама Anzeigen и Kleine Mitteilungen.